# Scelolophia delectabiliaria
Scelolophia delectabiliaria är en fjärilsart som beskrevs av Heinrich Benno Möschler 1890. Scelolophia delectabiliaria ingår i släktet Scelolophia och familjen mätare. Inga underarter finns listade.